# ショート サイオン
ショート S.16 サイオン
ショート サイオン II (VQ-PAB)
- 用途：旅客機
- 分類：陸上機/水上機
- 設計者：アーサー・ガウジ（英語版）
- 製造者：
ショート・ブラザーズ
ポブジョイ・エアモータース（英語版）
- 初飛行：1933年8月18日
- 生産数：22機
*サイオン 5機
*サイオンII 17機

ショート サイオン (Short S.16 Scion) および サイオン II (Scion II) は、1930年代初頭にイギリスのショート・ブラザーズ社のアーサー・ガウジによって開発され、ショート社とポブジョイ・エアモータース社で1933年から1937年にかけて生産された双発旅客機である。
サイオンは主にイギリスや英連邦の国々で旅客機として運用され、第二次世界大戦が始まるとその多くがイギリス空軍に徴用された。大戦で多くのサイオンが失われ、1966年の時点では残された2機のみがオーストラリアで運用されていた。このうち1機はエンジンをデ・ハビランド ジプシー・マイナーに換装していた。

## 概要
サイオンは5～6人乗りの民間向け旅客機として開発された。最初の試作機 (G-ACJI)には出力80hpのポブジョイ R 2基が装備されたが、生産機ではポブジョイ ナイアガラシリーズに変更された。出力85hpのナイアガラIあるいはIIを搭載した初期モデルがサイオン、出力90hpのナイアガラIIIを搭載した後期モデルがサイオンIIと分類される。またサイオン、サイオンIIそれぞれのモデルで、1機ずつ水上機型が製作された。
試作機は1933年8月18日に初飛行に成功した。量産機は1934年のエアショーで飛行に成功し、1935年からは改良型のサイオンIIに生産が移行した。サイオンでは6人目の乗客は補助席に座る構造になっていたが、サイオンIIでは6人分の座席が用意された。また、サイオンIIの後期の生産機はエンジンを開発したポブジョイ社が製造を担当した。
初期型サイオンの水上機型であるG-ACUXは、オーストラリアでVH-UUPの機体記号に変更されて、1960年代まで運用されていた。その後イギリス本国に返却されアルスター民族・交通博物館に寄贈されたが、2012年の時点でこの博物館での展示は行われていない。
最後の生産機に相当するG-AEZFは1937年12月に初飛行し、シエラレオネのエルダース・コロニアル・エアウェイズで水上旅客機として運用されたが、1939年にショート社に戻され1941年には陸上機型に改造された。この後、1947年にイギリス国内の航空会社に売却されている。

## 形式･派生型
- S.16 - サイオンおよびサイオンIIの社内モデル型番。
- サイオン - 出力63kW (85hp) のポブジョイ ナイアガラ I 又はII（英語版）を2機搭載。5機製造（うち1機は試作機）。
- サイオンII - 出力67kW (90hp) のポブジョイ ナイアガラ III（英語版）を2機搭載。17機製造。
- M.3 - サイオンIIにガウジフラップ（英語版）を持つ、スケールダウンされたショート エンパイア（英語版）用の主翼を取り付けたテスト用機体 (G-ADDR) に付けられた社内モデル型番[4]。

## 生産機の一覧
|    | 機体記号      | 形式       | タイプ   | 製造者                     | 備考           |
| -- | ------------- | ---------- | -------- | -------------------------- | -------------- |
| 1  | G-ACJI        | サイオン   | 陸上型   | ショート・ブラザーズ       | 試作機         |
| 2  | G-ACUV        | サイオン   | 陸上型   | ショート・ブラザーズ       |                |
| 3  | G-ACUW        | サイオン   | 陸上型   | ショート・ブラザーズ       |                |
| 4  | G-ACUX VH-UUP | サイオン   | 水上機型 | ショート・ブラザーズ       |                |
| 5  | G-ACUY        | サイオン   | 陸上型   | ショート・ブラザーズ       |                |
| 6  | G-ACUZ        | サイオンII | 陸上型   | ショート・ブラザーズ       |                |
| 7  | G-ADDN        | サイオンII | 陸上型   | ショート・ブラザーズ       |                |
| 8  | G-ADDO        | サイオンII | 陸上型   | ショート・ブラザーズ       |                |
| 9  | G-ADDP        | サイオンII | 陸上型   | ショート・ブラザーズ       |                |
| 10 | G-ADDR        | サイオンII | 陸上型   | ショート・ブラザーズ       | テスト機 (M.3) |
| 11 | VH-UUT        | サイオンII | 陸上型   | ショート・ブラザーズ       |                |
| 12 | G-ADDT        | サイオンII | 陸上型   | ショート・ブラザーズ       |                |
| 13 | VH-UVQ        | サイオンII | 陸上型   | ショート・ブラザーズ       |                |
| 14 | G-ADDV        | サイオンII | 陸上型   | ショート・ブラザーズ       |                |
| 15 | VH-UTV        | サイオンII | 陸上型   | ショート・ブラザーズ       |                |
| 16 | G-ADDX        | サイオンII | 陸上型   | ショート・ブラザーズ       |                |
| 17 | VQ-PAA        | サイオンII | 陸上型   | ポブジョイ・エアモータース |                |
| 18 | VQ-PAB        | サイオンII | 陸上型   | ポブジョイ・エアモータース |                |
| 19 | G-AEIL        | サイオンII | 陸上型   | ポブジョイ・エアモータース |                |
| 20 | G-AEJN        | サイオンII | 陸上型   | ポブジョイ・エアモータース |                |
| 21 | G-AETT        | サイオンII | 陸上型   | ポブジョイ・エアモータース |                |
| 22 | G-AEZF        | サイオンII | 水上機型 | ポブジョイ・エアモータース |                |

## 運用者

### 水上機型
オーストラリア
- Papuan Concessions Ltd (VH-UUP、初期登録時はG-ACUX)

 シエラレオネ
- エルダース・コロニアル・エアウェイズ（英語版） (G-AEZF)

### 陸上機型
アデン植民地
- Arabian Airlines Ltd

 オーストラリア
- アデレード・エアウェイズ (VH-UTV、VH-UUT)
- マーシャル・エアウェイズ (VH-UUP)

 イギリス委任統治領パレスチナ
- パレスチナ・エアウェイズ (VQ-PAA、VQ-PAB)

 シエラレオネ
- エルダース・コロニアル・エアウェイズ（英語版）

 イギリス
- ショート・ブラザーズ
- ポブジョイ・エアモータース（英語版）
- Aberdeen Airways
- Air Couriers Ltd
- Airwork Ltd
- Atlantic Coast Air Services Ltd
- Golden Eagle Marine & Air
- Great Western & Southern Air Lines Ltd
- Lundy and Atlantic Coast Air Lines Ltd
- Nottingham Airport Ltd
- Olley Air Services Ltd
- Ramsgate Airport Ltd
- Southend-on-Sea Flying Services Ltd
- Southern Airways Ltd
- West of Scotland Air Services Ltd (Renfrew-Mull)
- Williams & Co., Squires Gate, Blackpool
- Yorkshire Airways Ltd
- イギリス空軍

## 画像

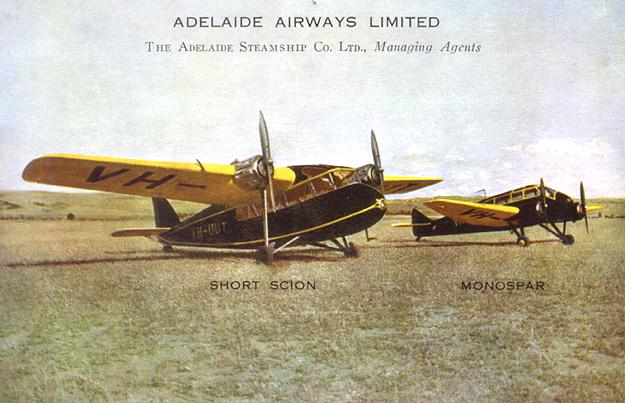
アデレード・エアウェイズのサイオン (左)。右はゼネラル・エアクラフト モノスパー（英語版）。
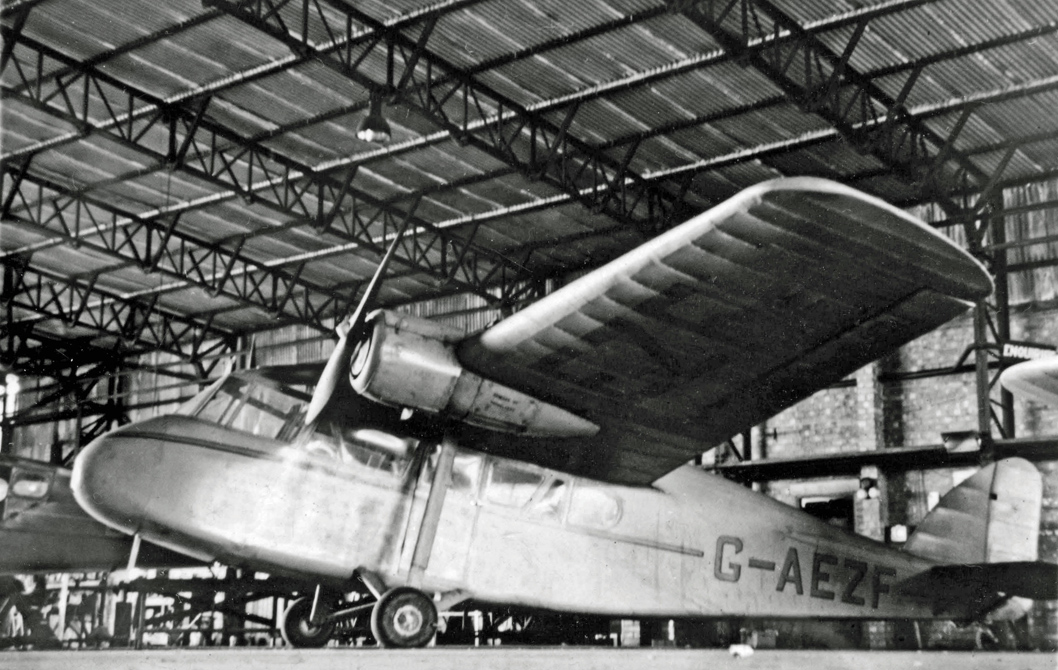
陸上仕様に改造された後のG-AEZF、1948年。
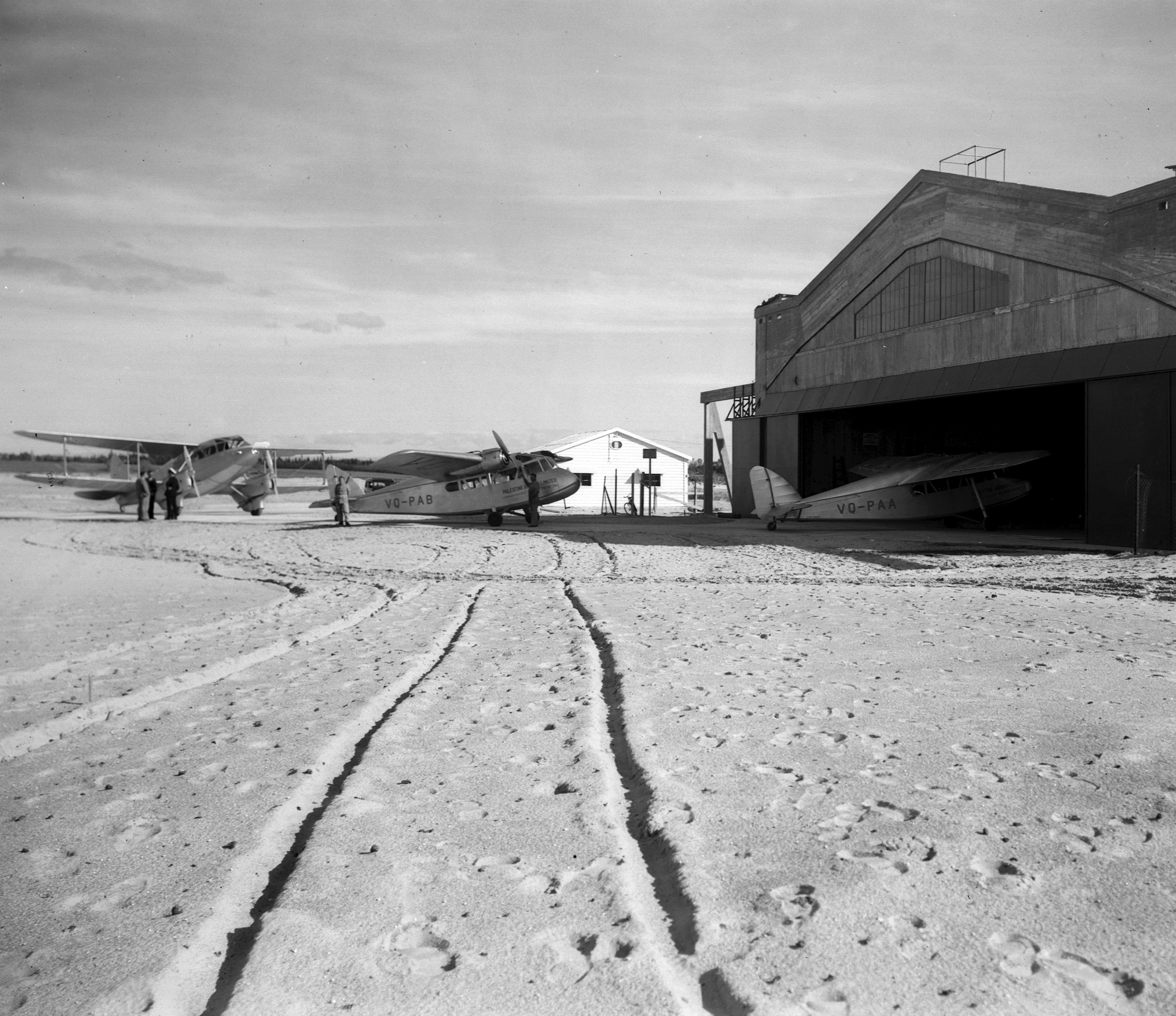
スデ・ドブ空港の格納庫に駐機されるパレスチナ・エアウェイズの2機のサイオン。左はドラゴン・ラピード。
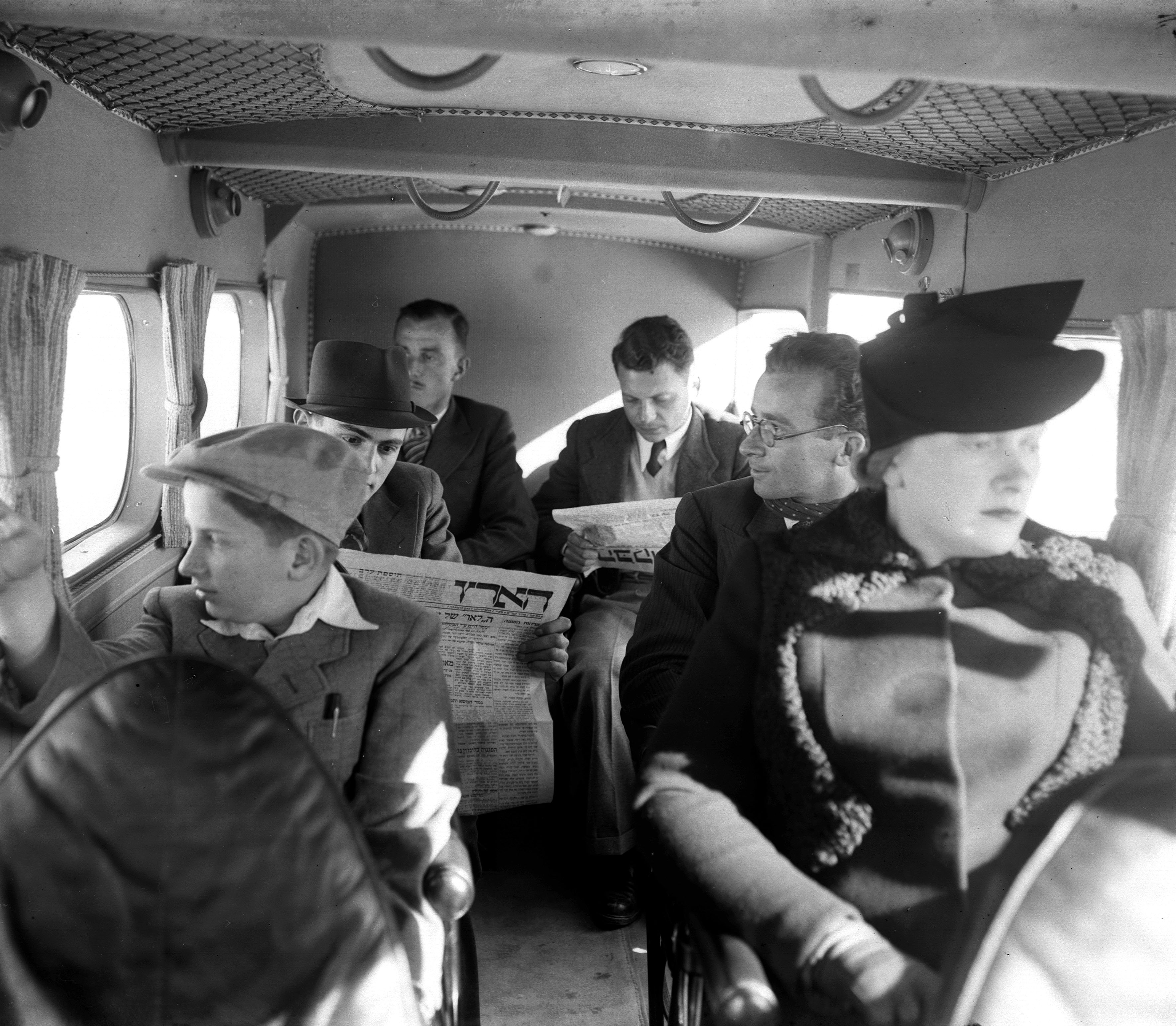
サイオンIIの機内に着席した6名の乗客。

## 要目
サイオンII 陸上型の諸元
- 乗員：6-7名 (操縦士1名、旅客5-6名)
- 全長：9.60 m (31 ft 6 in)
- 全幅：12.80 m (42 ft 0 in)
- 全高：3.16 m (10 ft 4½ in)
- 翼面積：23.7 m² (255  ft²)
- 空虚重量：804 kg (1,770 lb)
- 全備重量：1,455 kg (3,200 lb)
- エンジン：2 × ポブジョイ ナイアガラ III（英語版）, 各 67 kw (90 hp)
- 最大速度：206 km/h (128 mph)
- 巡航速度：187 km/h (116 mph)
- 巡航高度：3,960 m (13,000 ft)
- 航続距離：624 km (390 mi)